# رومان ستيفانوف
رومان ستيفانوف (بالروسية: Стефанов, Роман Алексеевич)‏ (9 مارس 1978 - ) هو لاعب كرة قدم روسي في مركز الدفاع. لعب مع نادي فيتيبسك ودينامو بريانسك ودينامو ستافروبول وFC Dynamo Kostroma ‏ وFC Baikal Irkutsk ‏ وFC Darida Minsk Raion ‏ وFC BSK Spirovo ‏ وFC Dmitrov ‏ وFC Mashinostroitel Pskov ‏.

## وصلات خارجية
- رومان ستيفانوف على موقع قاعدة بيانات كرة القدم.إي يو (الإنجليزية)
- رومان ستيفانوف على موقع Soccerway.com (الإنجليزية)